# April Scott
April Ann McIntosh (* 29. Januar 1979 in Campbell, Missouri) ist eine US-amerikanische Schauspielerin und Model und tritt als April Scott auf. Sie trat in Fernsehserien wie Deal or No Deal, The Shield und CSI: Miami als auch in Filmen wie Ein Duke kommt selten allein – Wie alles begann auf.

## Anfänge
Scott wurde in Campbell, Missouri geboren und ist von französisch-spanisch-amerikanischer Abstammung.
Während ihrer Highschool-Zeit nahm sie an zahlreichen Schönheitswettbewerben teil und gewann 45 Titel.
1997, nach ihrem Abschluss an der Campbell High School besuchte sie das College of the Ozarks, eine christliche Schule in Point Lookout, Missouri. Sie konzentrierte sich ausschließlich auf ihre Studien und wurde Jahrgangsbeste mit einem Abschluss in Schauspielerei und im Nebenfach Rhetorik. Kurz darauf zog Scott nach Los Angeles um und startete ihre Schauspielkarriere.
Im Juli 2006 wurde sie für die Rolle der Daisy Duke in Ein Duke kommt selten allein – Wie alles begann (zuvor gespielt von Jessica Simpson) gecastet. Der Film wurde im März 2007 veröffentlicht.

## Karriere als Model
Sie ist das Gesicht von Merle Norman Cosmetics und tritt in all deren Werbung auf. Sie tritt ebenfalls für Kampagnen von Dreamgirl Lingerie auf. Ebenfalls zu sehen war sie auf den Covern einer Vielzahl bekannter Magazine.

## Karriere als Schauspielerin
Sie hatte Auftritte in Entourage, The Shield, Ripley’s Believe It or Not! und CSI: Miami. Sie moderierte zudem Ripe TV, Octane TV und ESPN2s The Hook, wo sie Extremsportler interviewte. 2006 modelte sie in NBCs erfolgreicher Spielshow Deal or No Deal. Filmisch war sie unter anderem in Ein Duke kommt selten allein – Wie alles begann zu sehen.
Scott wurde ebenso für die weibliche Einzelrolle in Mötley Crües Video If I Die Tomorrow gecastet. Sie schmückte zudem Plakate von Coors Light, Bud Light, David Spades Comedy-Central-Show und The Showbiz Show with David Spade.

## Auszeichnungen
- 2006 People Magazine 100 Most Beautiful People
- 2006 Platz 76 Maxim (Magazin) Maxim Hot 100[3]
- 2007 Rang 63 Maxim Hot 100
- 2007 Rang 62 Stuff Magazine Sexiest 100 Celebrities
- 2007 Rang 75 in AskMen.com Top 99 Women of 2008
- 2008 FHM 100 Sexiest Women in the World

## Filmografie
- 2003: CSI: Miami (Fernsehserie, eine Folge)
- 2003: The Shield – Gesetz der Gewalt (The Shield, Fernsehserie, eine Folge)
- 2003: Ripley’s Believe It or Not! (Fernsehserie, sechs Folgen)
- 2004: CSI: Miami (VS)
- 2004: The Late Late Show with Craig Kilborn (Fernsehserie, eine Folge)
- 2004: Entourage (Fernsehserie, zwei Folgen)
- 2004: The Palms Girl Search (Fernsehfilm)
- 2004–2005: SoapTalk (Fernsehserie, sieben Folgen)
- 2005: The Late Late Show with Craig Ferguson (Fernsehserie, zwei Folgen)
- 2006: In the Mix (Fernsehserie, eine Folge)
- 2006: Deal or No Deal (VS)
- 2007: Deal or No Deal (Fernsehserie, 38 Folgen)
- 2007: Octane (TV)
- 2007: Waylaid (Kurzfilm)
- 2007: Ein Duke kommt selten allein – Wie alles begann (The Dukes of Hazzard: The Beginning, Fernsehfilm)
- 2007: RIPE (TV)
- 2008: Octane (TV)
- 2008: Extra (TV)
- 2008: Coma
- 2008: Nite Tales: The Movie
- 2009: I Do … I Did!
- 2009: Nite Tales: The Series (Fernsehserie, eine Folge)
- 2010: Living Will …
- 2010: Nite Tales 2
- 2010: The Penthouse
- 2013: It’s Always Sunny in Philadelphia (Fernsehserie, eine Folge)

## Theater
- 1998 Girl Crazy
- 1998 Last Night at Ballyhoo
- 1998 Ghosts
- 1999 Quiet in the Land
- 2000 Cosmic Christmas
- 2000 You Can’t Take it With You
- 2000 Graceland
- 2000 Greenwillow
- 2000 Children of Eden
- 2001 Passing Through
- 2001 The Office
- 2001 Trapped

## Model
- 2005 Covergirl Maxim als 2006’s Girl
- 2006 944
- 2006 Fitness RX
- 2006 Import Tuner, Knockout Magazine
- 2007 Sense
- 2008 People Magazine
- 2008 Rounder
- 2008 Breed
- 2008 Image Magazine
- 2009 Warning Magazine
- 2009 Women’s World Magazine
- 2011 Glam Couture Magazine
- 2011 Temptations Magazine